# Ramiro I van Asturië
Ramiro I (790 - Liño, 850), in de kronieken ook betiteld als de Roede der Gerechtigheid, werd gekroond tot koning van Asturië in 842.
Ramiro was de zoon van Bermudo I die ook Asturië had geregeerd in de periode 788-791 en toen terugtrad. Waarschijnlijk was Ramiro al in 835 aangewezen als troonopvolger door de vorige koning, Alfons II.
Hij werd in zijn regeerperiode vaak geconfronteerd met conflicten. Veelal betrof het interne confrontaties met eigen opstandige edelen, maar evenzeer maakte Asturië ook kennis met invallen van Noormannen. Ook een plaag van rondtrekkende dieven en rovers werd door Ramiro aangepakt, net als nog heidens levende geïsoleerde bevolkingsgroepen. Dit alles kan enigszins zijn verkregen bijnaam verklaren.
In 846 vluchtte de christelijke bevolking van León voor een Moorse aanval. Pas in 856, onder Ordoño I, zou het gebied heroverd worden.
Mede door interne twisten onder de edelen, besloot Ramiro het verkiezen van een koning door de landsedelen af te schaffen en stelde de erfelijkheid van de kroon als nieuw systeem in.
Ramiro huwde eerst Urraca, een Galicische prinses, en later Paterna van Castilië. Hij werd vader van:
- (1)Ordoño I (830-866)
- (2)Rodrigo van Castilië (-873).
- (*) Gaton, graaf van Bierzo